# 纤柄香草
纤柄香草（学名：Lysimachia filipes）为报春花科珍珠菜属的植物，为中国的特有植物。分布于中国大陆的广西等地，多生在石山岩洞内，目前尚未由人工引种栽培。